# Pavel Hofmann
Pavel Hofmann, né le 29 janvier 1938 à Prague, est un rameur tchécoslovaque.

## Biographie

### Palmarès

#### Aviron aux Jeux olympiques
- 1964 à Tokyo,  Japon
  -  Médaille de bronze en deux de couple[1]

#### Championnats d'Europe d'aviron
- 1959 à Mâcon,  France
  -  Médaille d'argent en huit
- 1963 à Copenhague,  Danemark
  -  Médaille d'or en deux de couple